# ズーミングユーザインタフェース
ズーミングユーザインタフェース（英: zooming user interface、ZUI）は、ユーザーが詳細を見たり全体を概観するために表示領域を拡大縮小できるグラフィカル環境である。グラフィカルユーザインタフェース（GUI）の一種である。情報要素は直接、無限な広さを持つ仮想デスクトップに配置され（通常、ベクターイメージを使う）、ウィンドウは使わない。ユーザーは仮想画面を上下左右に移動させたり、興味を持ったオブジェクトにズームしたりできる。例えば、テキストオブジェクトにズームしていくと、最初は小さな点だったものがテキストページのサムネイルになり、さらにページをフルサイズで表示し、最終的にページの一部を拡大表示する。
一部の専門家は、ズーミングユーザインタフェースがウィンドウを使ったグラフィカルユーザインタフェースの後継となるパラダイムだと考えている。しかしこれまでのところ、ズーミングユーザインタフェース開発の試みは一般的なGUI開発の中では少ない。

## 歴史
最も長く続いているズーミングユーザインタフェース開発として、ニューヨーク大学のケン・パーリン、ジム・ホラン、ベン・ベダーソンが開始した Pad++（）プロジェクトがある。その後ホランはニューメキシコ大学で同プロジェクトを続行している。一方、ベダーソンは後にメリーランド大学カレッジパーク校で Jazz（）と Piccolo（）を開発し、特に Piccolo は今も活発に開発が続いている。最近ではその他にもジェフ・ラスキンのArchy（）、プログラミング環境 Squeak（）などがある。ズーミングユーザインタフェースという呼称は、ソニーの研究所で働いていたフランクリン・ゼルファン=シュライバーがベダーソンおよびパーリンと共同研究した際に考案した。
ズーミングユーザインタフェースのツールキットではないが、KDE や GNOMEなどのXウィンドウマネージャはズーミングユーザインタフェース的な利点を提供する仮想デスクトップ機能を持っている。Mac OS X v10.5 にも Spaces という仮想デスクトップがある。マイクロソフトは Windows XP 向けに Virtual Desktop Manager という仮想デスクトップ機能を実装したツールを提供している。
Mac OS X v10.3 以降の macOS は、Exposé（）というズーミングユーザインタフェースを持っている。重なったウィンドウを縮小表示して画面に整列するという表示モードで、特定ウィンドウをクリックするとそれが前面に出現し、ウィンドウが元の位置に戻される。アップルの iPhone（2007年6月）も特殊なズーミングユーザインタフェースを使っており、タッチインタフェースで画面移動やズームができる。このインタフェースはウェブページや写真など一部に限定されており、ズームや移動の範囲も限定されているので、完全なズーミングユーザインタフェースではない。
ジュリアン・オーバネス、アドリアナ・グツマン、マックス・リーゼンフーバーらがMITメディアラボと共同で設立したジオフェニックス社は2002年から2003年にかけて、ソニーの CLIE 向けに Zoomspace（）というズーミングユーザインタフェースを開発した。ニンテンドーDSブラウザーもズーミングユーザインタフェースを使っている。ウェブをブラウズする際、下の画面にページ全体を表示し、そこにユーザーが動かせるフレームが表示されており、上の画面にフレーム内を拡大表示する。
ピクセル・テクノロジーズは2000年ごろから、HTML、Word、Excel、PowerPoint、PDF、各種画像ファイル、動画ファイルなどの各種形式文書の高速ズーミング技術の開発を行っている。結果としてそのインタフェースはiPhone のそれと酷似している。特定の文書形式のズーミングは真のズーミングユーザインタフェースのごく一部だが、小さな画面を有効活用するという意味では重要である。
2007年3月、マイクロソフトの Live Labs（）はウェブブラウジング用ズーミングユーザインタフェース「Deepfish（）」を Windows Mobile 5 プラットフォーム向けに公開した。
ゼルファン=シュライバーは1990年代中ごろにソニーの研究所で行った研究に基づき「ズーモラマ」を設立した。2007年10月には、高解像度画像のコラージュのためのズーミングブラウザのアルファ版を効果した。ズーモラマのブラウザは全て Flash ベースである。

## 外部リンク

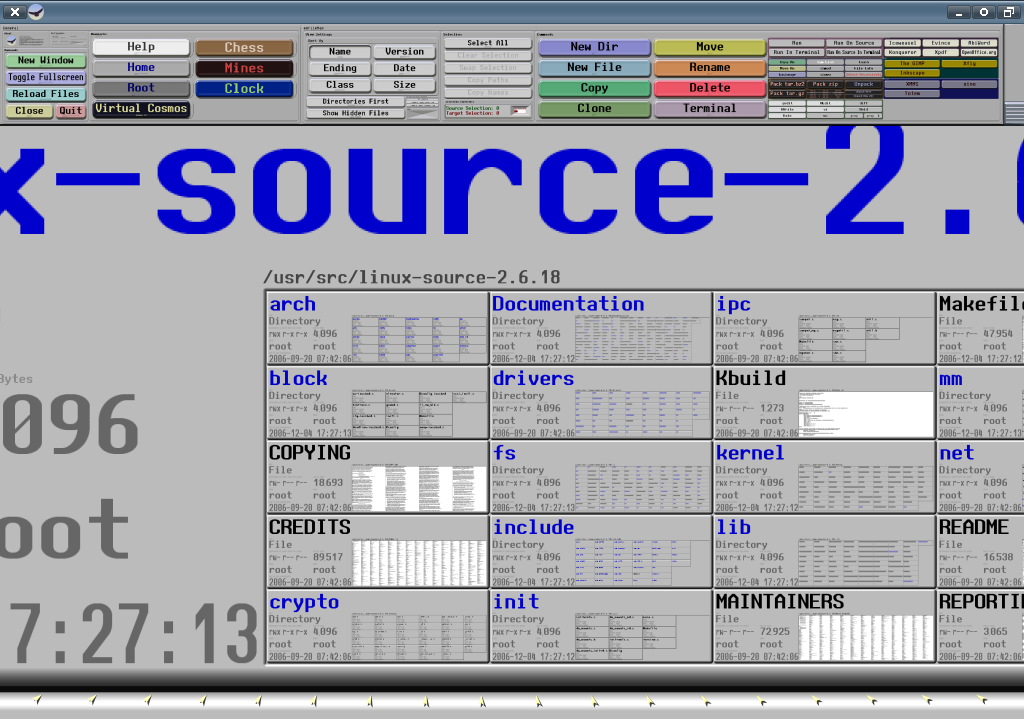
Eagle Mode のファイルマネージャがプレーンテキストのソースコードディレクトリを表示しているところ

### 例
- ZUI Desktop Demo — フラッシュによるズーミングユーザインタフェースのデモ。エイザ・ラスキン
- The "Zoomer" — 独立したサーバにあるコンテンツを使ったフラッシュによるZUIデモ。David Matthews
- Relevare — ウェブナビゲーション用実装の例
- Google Maps — 検索と組み合わせたズーミング可能な世界地図
- Google Earth
- 3D Topicscape — 情報を構成するための3次元概念地図ソフトウェア
- 3D-Space VFS — Mac OS X 用のズーム可能な3次元ファイルブラウザ
- 3dosx — Mac OS X 用のズーム可能な3次元ファイルブラウザ
- Tactile 3D — Microsoft Windows 用のズーム可能なファイルブラウザ
- OpenTV ZUI EPG — OpenTV によるズーミングユーザインタフェースを使った電子番組ガイド
- The Dasher Project — テキスト挿入用ズーミングインタフェース
- Opera Mini — Opera Mini モバイルブラウザ もズーミングユーザインタフェース・コンセプトの一例である。
- ZDESKTOP and FILEMAGE — ズーム型ファイルシステムビューア。Piccolo Toolkit を使い、Java 言語で書かれている。
- PositLog — Ajax によるズーム型コンテント・マネージメント・システムの実装
- Enhanced Zoom Desktop — Compiz 用（Shelf と同時に使うことで完全なズーミングユーザインタフェースとなる）